# النظام المتقدم لمعلومات المسافرين
النظام المتقدم لمعلومات المسافرين (والمعروف أيضًا باسم برنامج الفحص المتقدم لمعلومات المسافرين، أو APIS) هو أحد أنظمة التبادل الإلكتروني للبيانات أسسته مصلحة الجمارك وحماية الحدود الأمريكية (CBP)).
يتحكم النظام المتقدم لمعلومات المسافرين في عددٍ محدودٍ من عناصر البيانات (تفاصيل الهوية من جواز السفر ومعلومات الطيران الأساسية) يحصل عليها من شركات الطيران التجارية ومشغلي السفن ويقدمها لنظام كمبيوتر الدولة المتجه إليها المسافر. ؛ ويجب أن تكون المعلومات المطلوبة مطابقة لمواصفات تنسيق رسائل قوائم الركاب الخاص بالأمم المتحدة/التبادل الإلكتروني للبيانات في مجالات الإدارة والتجارة والنقل (PAXLST).
بداية من مايو 2009، يجب أن يقدم ربانو الطائرات الخاصة المعلومات اللازمة لمصلحة الجمارك وحماية الحدود.؛ وقد وضعت اللوائح حيز التنفيذ في ديسمبر 2008 مع إعطاء فترة 180 يومًا للامتثال الاختياري.
إن النظام الإلكتروني المتقدم لمعلومات المسافرين (electronic APIS) هو موقع عام (https://eapis.cbp.dhs.gov) يسمح لشركات النقل التجارية الصغيرة بنقل البيانات إلى مصلحة الجمارك وحماية الحدود إلكترونيًا.
عند السفر إلى أو من بلدان معينة، يتعين على المسافرين توفير معلوماتهم بشكل مسبق (معلومات المسافرين المتقدمة؛ وتعرف أيضًا باسم سجل أسماء الركاب) قبل الفحص، وإلا فإنهم لن يتمكنوا من السفر.؛ وتتضمن هذه الدول ما يلي:
- أنتيغوا
- أستراليا
- بربادوس
- كندا
- الصين
- كوستاريكا
- كوبا
- جمهورية الدومينيكان
- غرناطة
- الهند
- جامايكا
- اليابان
- المكسيك
- جمهورية كوريا
- البرتغال
- الاتحاد الروسي
- سانت لوسيا
- إسبانيا (باستثناء ركاب منطقة شنغن)
- ترينيداد وتوباجو
- المملكة المتحدة
- الولايات المتحدة

تشتمل المعلومات المطلوبة على التالي:
- الاسم الكامل (الاسم الأخير والاسم الأول والاسم الأوسط إن وجد)
- النوع
- تاريخ الميلاد
- الجنسية
- بلد الإقامة
- نوع وثيقة السفر (عادة ما يكون جواز السفر)
- رقم وثيقة السفر (تاريخ الانتهاء وبلد إصدار جواز السفر)
- [وفيما يتعلق بالمسافرين إلى الولايات المتحدة] عنوان أول ليلة ستقضيها في الولايات المتحدة (وذلك غير مطلوب من مواطني الولايات المتحدة أو المقيمين الدائمين القانونيين أو المقيمين الأجانب من الولايات المتحدة حين دخول الولايات المتحدة)

## وصلات خارجية
- U.S. Customs and Border Protection – Travel / For Travel Industry Personnel / APIS: Advance Passenger Information System
- British Airways, Advance Passenger Information.
- eAPIS Online Transmission System (at cbp.gov)
- eAPIS UN/EDIFACT Implementation Guide (Specification – pdf)